# Щит-Немирович, Юзеф (ум. 1745)
Юзеф Немирович-Щит (Юзеф Щит Немирович, Юзеф Щит) (умер 4 марта 1745) — государственный деятель Великого княжества Литовского, каштелян мстиславский (1740—1745), чашник великий литовский (1713—1740), староста ясвойнский (1717) и короновский.

## Биография
Представитель литовского шляхетского рода Немирович-Щит герба «Ястржембец». Сын каштеляна смоленского Кшиштофа Бенедикта Немировича-Щита (ум. 1720) и его второй жены Анны Кезгайло-Завиши (ум. 1736). Она была дочерью староста браславского Яна Кезгайло и Аполлонии Кришпин-Киршенштейн, дочери подскарбия великого литовского Иеронима Кришпин-Киршенштейна. Братья — Ян Кшиштоф, Доминик и Бенедикт.
Чашник великий литовский (1713), депутат от Смоленского воеводства в Трибунал ВКЛ (1716), депутат от Смоленского воеводства на сеймы гродненский (1718) и варшавский (1719/1720), депутат браславский в Трибунал ВКЛ и маршалок духовного коло в Вильно (1725).
В 1730-х годах Юзеф Немирович-Щит был сторонником несвижских Радзивиллов и маршалка надворного литовского Павла Сангушко. В 1733 году он был избран на сеймике в Россиенах первым послом Жемайтского княжества на элекционный сейм. В 1734 году он изменил политические убеждения и подписал в Вильно акт генеральной конфедерации ВКЛ, созданной в поддержку Станислава Лещинского. В августе того же 1734 году он принял на себя командование литовскими войсками, верными Станиславу Лещинскому, когда его предшественник Александр Поцей покинул войско при известии о приближении русской армии под командованием генерала Измайлова и литовских хоругвей канцлера великого литовского, князя Михаила Сервация Вишневецкого. После битвы он бежал вместе с войском в Подляшье, где собрались литовские сторонники Станислава Лещинского под руководством Марциана Огинского и Антония Поцея. Осенью 1734 года Юзеф Немирович-Щит перестал поддерживать Станислава Лещинского.
В 1736 году он был избран депутатом от Полоцкого воеводства на пацификационный сейм, где подписал акт об избрании саксонского курфюрста Августа III на польский престол. При поддержке Радзивиллов он трижды избирался маршалком Трибунала ВКЛ. В 1740 году он получил должность каштеляна мстиславского.
Юзеф Немирович-Щит скончался 4 марта 1745 года в своём дворце в Вильнюсе. Он был похоронен в костёле босых кармелитов в Каунасе, а его виленский дворец сгорел во время пожара в городе 11 июня 1748 года.

## Собственность
Юзеф Немирович-Щит владел значительными имениями в Полоцком воеводстве (в том числе Юховичи, Виховиче, Прозороки, Шо, Санники, Рудники, Бобыничи, Ореховно, Поезёры) и Карлов Мост, Клепаче, Дотнува и Войдатаны.
Как и его отец, он был одним из основателей и благодетелей монастыря босых кармелитов в Каунасе (Ковно), где он был похоронен. Кроме того, обязался построить и предоставить финансовую поддержку кирпичного костёла для бернардинцев в Дотнуве.
Главная резиденция Юзефа и его потомков — Юховичи.

## Семья
Он был женат на Петронелле Схоластике Володкович (1708—1779), дочери войского минского Франтишека Володковича и Софии Ванькович, сестре Михаила Володкевича, мужа Терезы Пац (дочери великого литовского писаря Кшиштофа Константина Паца).
Супруги имели два сына и пять дочерей:
- Антоний, умер молодым и бездетным, похоронен в Прозороках
- Кшиштоф (1726—1776) — полковник французской армии, генерал-майор литовской армии, староста ясвойнский, камергер короля Станислава Лещинского
- Тереза, жена инстигатора литовского Евстахия Юзефа Храповицкого, мать Юзефа Храповицкого (ум. 1812)
- Анна, 1-й муж — мечник ковенский Игнацы Хелховский, 2-й муж — Мартин Матушевич, мать Тадеуша Матушевича
- Фелициана (ум. 1766), жена Юзефа Прозора, мать Кароля и Игнацы Каетана Прозоров
- Софья, жена маршалка ковенского Антония Забелло (ум. 1776), мать Юзефа, Михаила, Шимона
- Марианна (ум. 1797), монахиня в Вильно (церковное имя — Иоанна Франциска)

После смерти Юзефа Немировича-Щита его вдова Петронелла в 1747 году вторично вышла замуж за будущего каштеляна витебского Шимона Сыруца (1698—1774).